# Aigle de la meilleure actrice

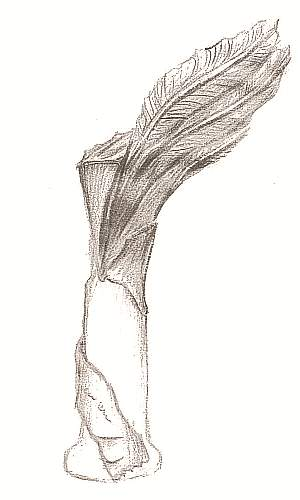
Dessin du prix de l'Aigle de la meilleure actrice dans un rôle principal.

L'Aigle de la meilleure actrice dans un rôle principal est un des principaux prix des Orły. Il attribué chaque année depuis 1999 (pour l'année 1998).
Les actrices les plus récompensées sont Kinga Preis (2001, 2005), Agata Kulesza (2011, 2013), et Maja Ostaszewska (2014, 2015).
L'actrice ayant été le plus souvent nommée à ce prix est Kinga Preis avec 5 nominations, suivie par Krystyna Janda avec 4 nominations, puis Magdalena Cielecka et Katarzyna Figura avec 3 nominations.
Lauréates des Aigles du cinéma polonais dans la catégorie meilleure actrice dans un rôle principal:

## Récompenses par année
| Année                 | Lauréate                                                                             |
| --------------------- | ------------------------------------------------------------------------------------ |
| 1re cérémonie en 1998 | Agnieszka Krukówna − Farba - Marta "Farba"                                           |
| 2e cérémonie en 1999  | Grażyna Szapołowska − Pan Tadeusz - Quand Napoléon traversait le Niémen - Telimena   |
| 3e cérémonie en 2000  | Dominika Ostałowska − Daleko od okna - Regina Lilienstern                            |
| 4e cérémonie en 2001  | Kinga Preis − Cisza - Magdalena "Mimi"                                               |
| 5e cérémonie en 2002  | Danuta Stenka − Chopin : Le Désir d'amour (Chopin. Pragnienie miłości) - George Sand |
| 6e cérémonie en 2003  | Katarzyna Figura − Żurek - Halina Iwanek                                             |
| 7e cérémonie en 2004  | Krystyna Feldman − Mój Nikifor - Nikifor Krynicki                                    |
| 8e cérémonie en 2005  | Kinga Preis − Komornik - Gosia Bednarek                                              |
| 9e cérémonie en 2006  | Jowita Budnik − Plac Zbawiciela - Beata Zielińska                                    |
| 10e cérémonie en 2007 | Danuta Szaflarska − Pora umierać - Aniela                                            |
| 11e cérémonie en 2008 | Jadwiga Jankowska-Cieslak − Scratch - Joanna                                         |
| 12e cérémonie en 2009 | Agata Buzek − Tribulations d'une amoureuse sous Staline - Sabina Jankowska           |
| 13e cérémonie en 2010 | Urszula Grabowska − Joanna - Joanna                                                  |
| 14e cérémonie en 2011 | Agata Kulesza − Róża - Róża Kwiatkowska                                              |
| 15e cérémonie en 2012 | Agnieszka Grochowska − Bez wstydu - Anka                                             |
| 16e cérémonie en 2013 | Agata Kulesza − Ida - Hanna Kuklińska                                                |
| 17e cérémonie en 2014 | Maja Ostaszewska − Jack Strong - Wanda Gruz, la tante d'Ida                          |
| 18e cérémonie en 2015 | Maja Ostaszewska − Cialo - Anna                                                      |